# Euleia separata
Euleia separata är en tvåvingeart som först beskrevs av Becker 1908.  Euleia separata ingår i släktet Euleia och familjen borrflugor.
Artens utbredningsområde är Kanarieöarna. Inga underarter finns listade i Catalogue of Life.